# 野村五男

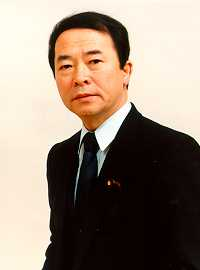

野村 五男（のむら いつお、1941年（昭和16年）12月2日 - 2010年（平成22年）9月23日）は、日本の政治家。自由民主党参議院議員（2期）、茨城県議会議員（3期）を務めた。

## 経歴
茨城県出身。早稲田大学政経学部卒業。卒業後はいすゞ自動車社員、代議士秘書、常総地区トラック協議会会長、茨城県トラック協会理事を経て、1978年茨城県議会議員に当選。3期務める。
1989年、茨城県選出の参議院議員岩上二郎が死去。茨城県選挙区の補欠選挙が行われることになり、自民党茨城県連は茨城県議の野村を擁立、党本部に公認を申請した。これに対し、岩上の妻妙子（元参院議員）が無所属での立候補を表明。保守は分裂状態となったが、妙子は当時自民党幹事長の小沢一郎などの説得を受け、立候補を撤回。保守系の候補者は一本化され、野村の公認が決まった。選挙は社会党の候補に大差を付けて初当選。参議院議員を2期務める。また、第2次橋本内閣で法務政務次官を務めた。1998年の第18回参議院議員通常選挙で落選。
その後、2000年の第42回衆議院議員総選挙に茨城県第7区より自由党公認候補として立候補するも落選した。2004年の石下町長選挙に立候補したが落選した。2010年に68歳で死去した。
このほか社会福祉法人理事や運送会社社長を務めた。